# 毓明閣
毓明閣（英語：Yuk Ming Towers），是位於香港香港島中西區西營盤的一個屋苑，也是香港房屋協會轄下的一個市區改善計劃屋苑，門牌號碼為第三街200－208號，即聖安多尼堂和聖類斯中學對面，亦跟房協同類計劃另一個屋苑居仁閣只相隔一個遊樂場。該住宅共有兩座並以數字命名，前身為該區舊樓，其後港府收回業權及交予房協重建。現時單位跟同區同一計劃屋苑西園及其他私人樓宇一樣，可以透過自由市場公開發售，並無任何申請資格和轉讓限制。

## 簡介
港府於1987年4月10日公佈收回西營盤26幅私家地段，範圍包括現今毓明閣、第三街遊樂場及居仁閣所在地方，並由房屋協會安排重建及安置事宜，受影響居民可獲安排遷住房協或房委會在香港島的公屋單位、或購買已落成的市區改善計劃屋苑單位，兼獲得相關賠償或津貼，工程未連地價涉資約一億港元。同時房協跟市政局合作發展一大片土地作休憩用途，是為日後的第三街遊樂場。
重建後的毓明閣，分為一座及二座兩幢樓宇，建築面積介乎460至671平方英尺，每平方英尺售價為約2,200港元，單位於1991年4月22日至27日期間發售。地盤面積達2,630平方米，兩座樓宇合共提供326個單位，基座為青少年中心、托兒所、長者中心等設施。在這三百餘個單位中，有一百餘個先前售予已參加港府「自置貸款居所」計劃的市民，其餘均以市價作公開發售，購買後可以透過自由市場公開轉售。
房協在截止購買申請後，共錄得超額認購卅倍，以致房協需要進行抽籤，並首次利用電腦來進行，同時委託獨立顧問負責監視，確保人人都有中籤機會。而抽籤結果在5月17日正式公佈，由前布政司、時任香港房屋委員會主席鍾逸傑主持。入伙後到港島綫西延之前，單位以用家主導，轉售個案向來較少。

## 途經之公共交通服務
港鐵
- █  港島綫：香港大學站B1出口

電車
- 屈地街

## 鄰近
- 聖安多尼堂、聖類斯中學
- 聖士提反堂中學
- 聖保羅書院
- 香港大學孔慶熒樓、香港大學本部大樓
- 石塘咀市政大廈

## 外部連結
- 毓明閣，香港房屋協會